# Liste der denkmalgeschützten Objekte in Steeg (Tirol)
Die Liste der denkmalgeschützten Objekte in Steeg enthält die 12 denkmalgeschützten, unbeweglichen Objekte der Gemeinde Steeg.

## Denkmäler
| Foto |                 | Denkmal | Standort                                  | Beschreibung | Metadaten |
| ---- | --------------- | --- | ----------------------------------------- | --- | --- |
| ja   | Datei hochladen | Almanlage, Almgebäude Vorsäß HERIS-ID: 45833 Objekt-ID: 47293 TKK: 28249                                                          | Birchetsgump-Alm Standort KG: Steeg       | Das um 1620 auf einer Geländekuppe errichtete Almgebäude wurde um 1794 an die heutige, geschütztere Stelle versetzt. Das Haus steht auf einem Fundament aus Bruchsteinen und ist mit einem Satteldach gedeckt. Der Wohnteil im Osten ist in Kantblockbauweise errichtet, die südliche Eingangsfront ist mit Schindeln verkleidet. Der westliche Wirtschaftstrakt ist in senkrecht verbretterter Ständerbauweise aufgeführt. Innen befinden sich rechts vom Flur die Wohnräume, links der Stall, in der Verlängerung die Küche und im Obergeschoß Kammern und die Heulege. | BDA-Hist.: Q38017755 Status: Bescheid Stand der BDA-Liste: 2025-06-30 Name: Almanlage, Almgebäude Vorsäß GstNr.: .416 |
| ja   | Datei hochladen | Kath. Pfarrkirche hl. Oswald, Kriegergedächtniskapelle HERIS-ID: 55927 Objekt-ID: 64838 TKK: 28225                                | neben Dickenau 6 Standort KG: Steeg       | Vorgänger der Kirche war ein 1570 urkundlich genannter und 1687 vergrößerter Kapellenbau. Von 1712 bis 1714 erfolgte ein Neubau der Kirche, 1786/1787 wurde sie erweitert. 1969 wurde das Langhaus abermals erweitert. Das vierjochige Langhaus mit vorkragender Mittelachse hat ein steiles Satteldach und einen eingezogenen Polygonalchor. Südseitig angebaut ist der Turm, er hat einen oktogonalen Aufsatz und einen Zwiebelhelm. Die doppelgeschoßige Sakristei ist am Chor angebaut. Der Saalraum innen wird mit einer flachen Spitzbogentonne abgeschlossen, der eingezogene, einjochige Chorraum mit einem dreiseitigen Schluss. Die Gewölbemalereien stammen von Johannes Vögeler, inschriftlich 1787, u. a. mit Szenen aus dem Leben des hl. Oswald. Das Bronzerelief am Portal schuf Jos Pirkner, inschriftlich 1972. Nach dem Zweiten Weltkrieg wurde in einer Kapellennische im Unterbau des Chores der Kirche ein Kriegerdenkmal zum Gedenken an die Gefallenen und Vermissten errichtet. Darin befindet sich eine lebensgroße Figur Christus im Kerker (um 1770), die entweder Josef Klemens Witwer oder Johann(es) Ladner zugeschrieben wird. | BDA-Hist.: Q28728806 Status: § 2a Stand der BDA-Liste: 2025-06-30 Name: Kath. Pfarrkirche hl. Oswald, Kriegergedächtniskapelle GstNr.: .612 Pfarrkirche hl. Oswald, Steeg                                                  |
| ja   | Datei hochladen | Wegkapelle hl. Nikolaus HERIS-ID: 58941 Objekt-ID: 69842 TKK: 28226                                                               | Gehren 3, in der Nähe Standort KG: Steeg  | Die Nikolauskapelle stammt aus der 1. Hälfte des 19. Jahrhunderts. | BDA-Hist.: Q38085421 Status: § 2a Stand der BDA-Liste: 2025-06-30 Name: Wegkapelle hl. Nikolaus GstNr.: .264 Nikolauskapelle, Gehren                                                                                       |
| BW   | Datei hochladen | Bauernhaus, Brunneck HERIS-ID: 66915 Objekt-ID: 79828 TKK: 2375seit 2013                                                          | Gehren 2 Standort KG: Steeg               | Der Baukern des exponierten Bauernhauses liegt vermutlich im bergseitigen, nördlichen Bereich, für diesen Teil konnte ein Dendrodatum (Fälldatum) von 1425 ermittelt werden. Die Erweiterung des Gebäudes in die heutige Form erfolgte laut inschriftlicher Datierung an der Firstpfette 1725, wobei das Gebäude vermutlich talseitig erneuert und aufgestockt wurde. Das talseitig zum Kellergeschoß ausgebaute Sockelgeschoß, das bergseitige Erdgeschoß sowie der westseitig aus der Gebäudeflucht vortretende Küchenteil sind in teils verputztem Bruchsteinmauerwerk aufgeführt, der übrige Bau ist in Blockbauweise gezimmert, im Obergeschoß hölzernes Bundwerk. Der Zugang zum Obergeschoß erfolgt über eine südseitig angestellte einläufige Holztreppe mit einfachem Holzgeländer. Flaches Satteldach. | BDA-Hist.: Q38114833 Status: Bescheid Stand der BDA-Liste: 2025-06-30 Name: Bauernhaus, Brunneck GstNr.: .279 |
| ja   | Datei hochladen | Kath. Filialkirche hll. Sebastian und Rochus, Friedhof mit Kapelle und Kriegerdenkmal HERIS-ID: 55435 Objekt-ID: 64091 TKK: 33577 | Hägerau Standort KG: Steeg                | Die Kirche wurde 1729 anstelle einer durch eine Lawine zerstörten Kapelle errichtet und 1786/1787 erweitert. Der schlichte Barockbau hat ein steiles, mit Schindeln gedecktes Satteldach, einen eingezogenen Polygonalchor und einen mächtigen Eingangsturm mit oktogonalem Aufsatz und Zwiebelhaube. An den Fassaden einfacher, rahmender Putzdekor. Das Innere besteht aus einem einheitlich ausgestalteten, dreijochigen Saalraum mit abgerundeten Ecken und flacher Stichkappentonne, eingezogenem Rundbogenchor und durchgehender Empore über dem Eingang. Die Wandgemälde stammen von Josef Degenhart aus dem Jahr 1787. Der Friedhof ist von einer Mauer umgeben, die Gräber sind überwiegend mit schmiedeeisernen Kreuzen besetzt. Die kleine Friedhofskapelle mit Satteldach ist giebelseitig erschlossen. In der südlichen Umfassungsmauer des Friedhofs ist ein Nischenbildstock mit Satteldach über Natursteinpfeilern eingebunden, darin befinden sich ein Bronzekreuz und Namenstafeln der Gefallenen und Vermissten des Zweiten Weltkriegs. | BDA-Hist.: Q38065576 Status: § 2a Stand der BDA-Liste: 2025-06-30 Name: Kath. Filialkirche hll. Sebastian und Rochus, Friedhof mit Kapelle und Kriegerdenkmal GstNr.: .656 Filialkirche hll. Sebastian und Rochus, Hägerau |
| ja   | Datei hochladen | Bauernhaus, Strolzer Haus HERIS-ID: 39091 Objekt-ID: 38796 TKK: 28232                                                             | Hägerau 12 Standort KG: Steeg             | Das Strolzer Haus, ein Bauernhaus, stammt aus der 2. Hälfte des 18. Jahrhunderts. Die Fassadenmalerei (um 1780/90) wird Josef Degenhart zugeschrieben. | BDA-Hist.: Q37987043 Status: Bescheid Stand der BDA-Liste: 2025-06-30 Name: Bauernhaus, Strolzer Haus GstNr.: .644 Strolzer Haus, Steeg                                                                                    |
| ja   | Datei hochladen | Widum HERIS-ID: 39093 Objekt-ID: 38798 TKK: 28240                                                                                 | Hägerau 18 Standort KG: Steeg             | Das Pfarrhaus in Hägerau stammt aus der 1. Hälfte des 18. Jahrhunderts. | BDA-Hist.: Q37987056 Status: § 2a Stand der BDA-Liste: 2025-06-30 Name: Widum GstNr.: .652 |
| ja   | Datei hochladen | Bauernhaus HERIS-ID: 39094 Objekt-ID: 38799 TKK: 28241                                                                            | Hägerau 20 Standort KG: Steeg             | Der quergeteilte Einhof stammt im Kern aus dem 18. Jahrhundert und wurde im 19. Jahrhundert umgebaut. Der Wohnteil im Osten ist giebelseitig über einen Mittelflurgrundriss erschlossen, die Fassade ist mit Scheinarchitektur und Fensterbekrönungen bemalt. Im Wirtschaftsteil ist der traufseitig erschlossene Stall gemauert, die Heulege in Kantblockbauweise, teils mit senkrechter Bretterschalung, ausgeführt. | BDA-Hist.: Q37987072 Status: Bescheid Stand der BDA-Liste: 2025-06-30 Name: Bauernhaus GstNr.: .659 |
| ja   | Datei hochladen | Ortskapelle hl. Sebastian HERIS-ID: 59770 Objekt-ID: 71345 TKK: 28227                                                             | westlich Lechleiten 13 Standort KG: Steeg | Die Hofkapelle wurde in der Mitte des 18. Jahrhunderts erbaut. | BDA-Hist.: Q38088695 Status: § 2a Stand der BDA-Liste: 2025-06-30 Name: Ortskapelle hl. Sebastian GstNr.: .290 |
| ja   | Datei hochladen | Widum HERIS-ID: 82151 Objekt-ID: 95963 TKK: 41773                                                                                 | Steeg 1 Standort KG: Steeg                | Das ehemalige Mesnerhaus dient als Pfarrhof, seit das alte Widum im 19. Jahrhundert ein Raub der Flammen wurde. Der Bau stammt im Kern aus dem 18. Jahrhundert, der quergeteilte Einhof hat einen giebelseitig erschlossenen Mittelflurgrundriss und eine regelmäßige Fassadengliederung. | BDA-Hist.: Q38177745 Status: § 2a Stand der BDA-Liste: 2025-06-30 Name: Widum GstNr.: .603 |
| ja   | Datei hochladen | Ehem. Gasthaus Weißes Rößl HERIS-ID: 46889 Objekt-ID: 49189 TKK: 28228                                                            | Steeg 5 Standort KG: Steeg                | Der quergeteilte Einhof stammt im Kern aus dem 18. Jahrhundert. Bis zum Anfang des 20. Jahrhunderts diente er als Gasthof, seither als Wohnhaus. Der Wohnteil ist ein ummantelter Blockbau mit gemauertem Küchenteil und giebelseitig über einen Mittelflurgrundriss erschlossen. Die Fassade ist mit Putzrahmungen und zweiflügeligen Klappläden an den Fenstern gegliedert. Im Wirtschaftsteil ist der Stall gemauert, die nordseitig befahrbare Heulege in senkrecht verbretterter Ständerbauweise aufgeführt. Im Inneren hat sich eine große, auf allen Seiten getäfelte und bemalte Gaststube mit einem gemauerten Ofen erhalten. | BDA-Hist.: Q38024501 Status: Bescheid Stand der BDA-Liste: 2025-06-30 Name: Ehem. Gasthaus Weißes Rößl GstNr.: .599 |
| ja   | Datei hochladen | Friedhof christlich HERIS-ID: 66912 Objekt-ID: 79825 TKK: 33580                                                                   | neben Steeg 8 Standort KG: Steeg          | Der Friedhof liegt mitten im Ort und ist von einer hohen Mauer mit klassizistischer Portalanlage umgeben. Da die Pfarrkirche auf einem Felsenkopf erbaut ist, war ein Friedhof um die Kirche nie möglich. Der Friedhof wurde Ende des 18. Jahrhunderts errichtet und 1982 erweitert. Grabanlagen mit teils qualitätvollen, schmiedeeisernen Kreuzen. | BDA-Hist.: Q38114823 Status: § 2a Stand der BDA-Liste: 2025-06-30 Name: Friedhof christlich GstNr.: .594, .595 |